# Boʻz
Boʻz ist eine Siedlung städtischen Typs (shaharcha) in der usbekischen Viloyat Andijon im Ferghanatal und Hauptort des gleichnamigen Bezirks.
Die Stadt liegt etwa 40 Kilometer westlich der Viloyathauptstadt Andijon und etwa 15 Kilometer westlich der bezirksfreien Stadt Shahrixon.
Im Jahr 1983 erhielt Boʻz den Status einer Siedlung städtischen Typs. Gemäß der Bevölkerungszählung 1989 hatte die Siedlung 9294 Einwohner, einer Berechnung für 2004 zufolge betrug die Einwohnerzahl 12.700.